# 妙泰寺 (金沢市)

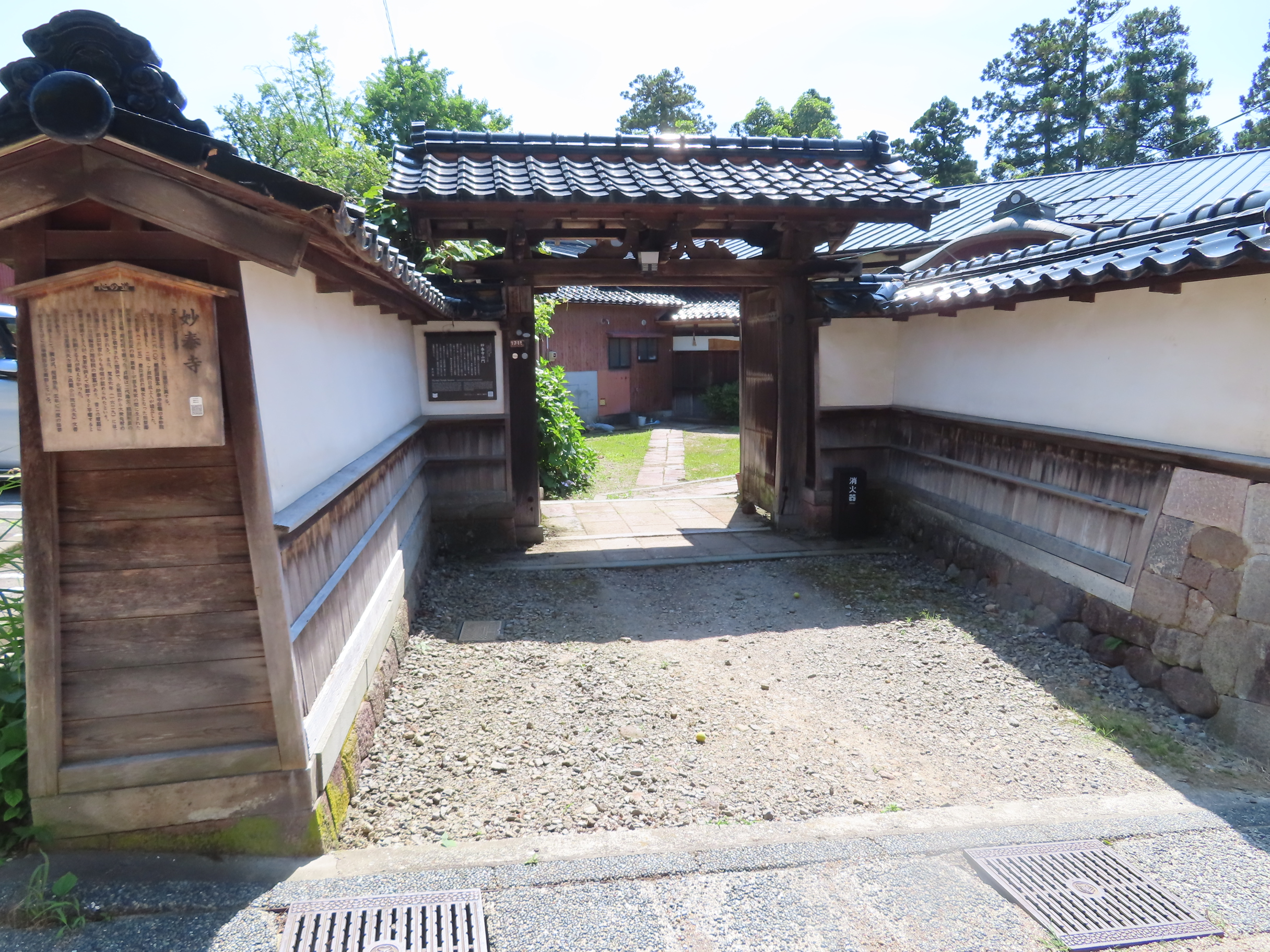
山門

妙泰寺（みょうたいじ）は石川県金沢市東山にある日蓮宗の寺院。寺宝として加賀藩火矢方御用文書(高麗小川流石火矢文書)などが伝わる。山号は大谷山。旧本山は大本山妙顕寺（四条門流）、勇師法縁。

## 歴史
慶長15年（1610年）越前脇本の有力寺院妙泰寺の住持日仁が建立。2世日成の代に前田利家の四女豪姫の娘理松院が檀越となる。

## 金沢市指定文化財
- 山門　建立年代未詳だが寛政11年（1799年）に地震で倒壊していることからその後の再建と考えられる。高麗門で両脇に小規模な築地塀がつく。平成16年（2004年）4月21日指定[1]。

## 参考資料
- 日蓮宗寺院大鑑編集委員会『宗祖第七百遠忌記念出版 日蓮宗寺院大鑑』大本山池上本門寺 (1981年)